# Schausiella klagesi
Schausiella klagesi är en fjärilsart som beskrevs av Rothschild 1907. Schausiella klagesi ingår i släktet Schausiella och familjen påfågelsspinnare. Inga underarter finns listade.